# Skyscraper (2018)
Skyscraper is een Amerikaanse-Hongkongse actie-thriller geschreven en geregisseerd door Rawson Marschall Thurber. In de film spelen de volgende acteurs: Dwayne "The Rock" Johnson, Neve Campbell, Chin Han, Roland Moller, Noah Taylor, Byron Mann, Pablo Schreiber en Hannah Quinlivan.

## Verhaal
William "Will" Sawyer, een marine veteraan die leider van het FBI Hostage Rescue Team is geworden, verliest zijn linkerbeen onder de knie als hij en HRT-collega Ben Gillespie een gijzelnemer tegenkomen die een zelfmoordaanslag pleegt.
Tien jaar later is Sawyer een particuliere beveiligingsadviseur die, op aanbeveling van Gillespie, wordt ingehuurd om de beveiliging van 's werelds hoogste wolkenkrabber, de 1060m hoge, 225 verdiepingen tellende toren van Hong Kong, "The Pearl", te beoordelen voor eigenaar Zhao Long Ji. Sawyer wordt vergezeld door zijn vrouw, Sarah, en hun tweelingkinderen, Georgia en Henry, die bij hem blijven op de nog niet geopende woonverdiepingen.
Sawyer ontmoet Zhao, Gillespie, beveiligingsdirecteur Okeke en hoofdverzekeraar Pierce om te melden dat de geautomatiseerde brand- en beveiligingssystemen zijn tests offsite hebben doorstaan. Zhao geeft hem een tablet waarmee Sawyer volledige controle heeft over de systemen van de Pearl. Sawyer en Gillespie gaan naar de off site faciliteit, maar een dief die is ingehuurd door de internationale terrorist Kores Botha probeert de tablet te stelen. Gillespie onthult dat hij ook voor Botha werkt en valt Sawyer aan voor de tablet, eindigend met de dood van Gillespie.
Botha en een groep van zijn mannen breken in de Pearl en ondermijnen de veiligheidssystemen door een met water reagerende chemische stof te gebruiken om een brand op de 96e verdieping te starten, waardoor een barrière ontstaat die het betreden of verlaten van de bovenste 130 verdiepingen verhindert. Sawyer probeert terug te keren naar de Pearl, maar wordt aangevallen door Xia, een van Botha's medewerkers. Xia en haar agenten nemen de tablet en doden iedereen in de externe faciliteit, gebruiken vervolgens de tablet om de brandblussystemen in de Pearl uit te schakelen en activeren vervolgens de ventilatieopeningen om het vuur naar de bovenste verdiepingen te verspreiden.
Sawyer zoekt naar Georgia (de dochter van Sawyer), en nadat ze haar hebben gevonden, worden ze gevangen genomen door Botha, die Zhao eist in ruil voor Georgia. Sawyer wordt gedwongen om de buitenkant van het gebouw te beklimmen om toegang te krijgen tot het beveiligingspaneel voor Zhao's penthouse, gaat dan binnen en confronteert Zhao. Zhao legt uit dat Botha geld van hem had afgeperst tijdens het bouwproject van 6 miljard dollar. Toen Botha hoorde dat Zhao een gedetailleerd computerbestand van de transacties bijhield, dat rekeningen en namen kan onthullen van drie misdaadsyndicaten waar Botha voor werkt, werd de aanval ingezet om de records te krijgen.
Sawyer brengt Zhao naar Botha op de top van de wolkenkrabber en stemt in met de ruil voor Georgia. Echter, Zhao leidt Botha af, waardoor Sawyer en Zhao de boeven van Botha kunnen doden. Botha grijpt Georgia en dreigt haar van het gebouw af te zetten, maar Sawyer slaat hem, redt Georgia en laat Botha omkomen in een granaatexplosie terwijl dat hij valt.

## Rolverdeling
- Dwayne Johnson - William "Will" Sawyer
- Neve Campbell - Sarah Sawyer
- Chin Han - Zhao Long Ji
- Roland Møller - Kores Botha
- Noah Taylor - Mr. Pierce
- Byron Mann - Inspecteur Wu
- Pablo Schreiber - Ben Gillespie
- McKenna Roberts - Georgia Sawyer
- Noah Cottrell - Henry Sawyer
- Hannah Quinlivan - Xia
- Tzi Ma - Brandweercommandant Sheng
- Elfina Luk - Brigadier Han
- Adrian Holmes - Ajani Okeke
- Kevin Rankin - Ray
- Matt O'Leary - Botha's computerhacker

## Opbrengsten

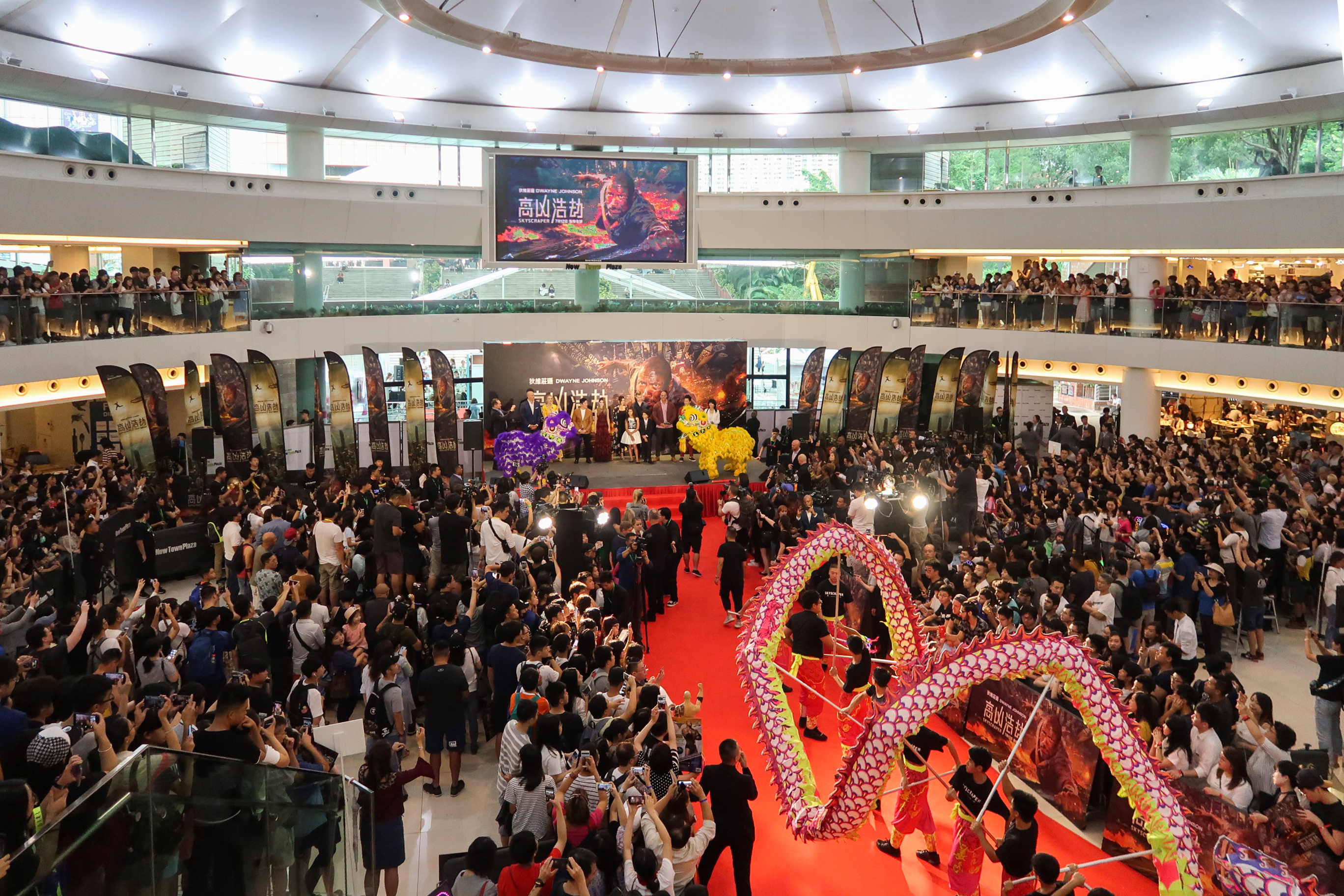
De vertoning van Skyscraper in Hong Kong op 7 juli 2018

Skyscraper leverde in de Verenigde Staten en Canada een brutowinst van $ 68,4 miljoen op, en $ 236,4 miljoen daarbuiten, dus wereldwijd in totaal $ 304,9 miljoen, bij een productiebudget van $ 125 miljoen.
Na $ 1,95 miljoen te hebben verdiend tijdens vertoningen op donderdagavond en $ 9,3 miljoen op de eerste dag, werden de weekendschattingen verlaagd tot $ 24 miljoen. De opbrengsten kwamen uiteindelijk uit op $ 24,9 miljoen en de film eindigde qua kassaopbrengsten als derde, achter Hotel Transylvania 3: Summer Vacation en Ant-Man and the Wasp. De website Deadline Hollywood schreef het lage cijfer toe aan het publiek dat de plot eerder in andere films had gezien en de releasedatum in juli op het hoogtepunt van het drukke zomerse filmseizoen, evenals de mogelijkheid dat filmbezoekers er moe van waren geworden Johnson zo vaak te zien (hoewel de site opmerkte dat 72% van de mensen die kaartjes voor Skyscraper kochten dit vanwege hem deden). In het tweede weekend bracht de film $ 11,4 miljoen op en eindigde hij als zesde, en in het derde weekend was dat $ 5,4 miljoen, waarmee hij negende werd.
De film debuteerde voor $ 47,7 miljoen in China, eindigde als eerste qua kassaopbrengsten in dit land en bracht het wereldwijde buitenlandse totaal van twee weken op $ 132,8 miljoen. In het derde weekend van de internationale release voegde de film er nog eens $ 17,8 miljoen aan toe, waaronder $ 7 miljoen in China.
Skyscraper sloot 2018 af als de 31e film van het jaar met de hoogste winst.